# Csíkcsekefalva
Csíkcsekefalva (románul Ciucani) falu Romániában Hargita megyében.

## Fekvése
Csíkszeredától 17 km-re délkeletre a Csekefalvi-patak partján fekszik, községközpontjával Csíkszentmártonnal összenőve.

## Nevének eredete
Nevét a monda szerint Cseke Körös székely vitézről kapta, aki 1061-ben I. Béla elől menekülve telepedett le ide. A borvízforrás melletti nagy követ ma is Cseke kövének nevezik.

## Története
Ősidők óta lakott hely, borvízforrása közelében bronzkori telep nyomait tárták fel.
Nevét 1566-ban Chekefalva néven említette először oklevél. Későbbi névváltozatai:  1567-ben Chyekeffalwa, 1614-ben  és 1808-ban Csekefalva, 1888-ban  Csik-Csekefalva, 1913-ban Csikcsekefalva.
Az 1614 évi összeíráskor Csekefalván 93 családfőt számoltak össze.
1910-ben 1267 lakosa volt. A trianoni békeszerződésig Csík vármegye Kászonalcsíki járásához tartozott. 1992-ben 1121 lakosából 1115 magyar volt.

## Látnivalók
- A felújitott Poszogó, Mátyás József műemlékház, Borvizek

## Borvízforrások és népi fürdők
- Csíkcsekefalva borvízforrásai és népi fürdői

## Híres emberek
- Itt született 1908. augusztus 29-én Szőcs Endre református egyházi író.